# Diadelia squamulosa
Diadelia squamulosa är en skalbaggsart som beskrevs av Stefan von Breuning 1940. Diadelia squamulosa ingår i släktet Diadelia och familjen långhorningar. Inga underarter finns listade i Catalogue of Life.